# ミヒール・デ・ロイテルの肖像
『ミヒール・デ・ロイテルの肖像』（ミヒール・デ・ロイテルのしょうぞう、蘭: Portret van Michiel de Ruyter、英: Portrait of Michiel de Ruyter）は、オランダ絵画黄金時代の画家フェルディナント・ボルが1667年にキャンバス上に油彩で制作した絵画である。「FBol. fecit. 1667」という画家の署名と制作年が記されている。作品は、アムステルダム国立美術館に所蔵されている。

## 作品
ミヒール・デ・ロイテル (1607-1676年) はオランダの歴史上最も名高い提督の1人で、17世紀の英蘭戦争において果たした役割で知られている。オランダの英雄というだけでなく、歴史上でも最も尊敬されている提督の1人である。彼の最大の武功は1666年6月の4日戦闘であり、これによりイギリス海軍は敗北を喫した。
デ・ロイテルこの4日戦闘を記念して、自身の肖像画を依頼するよう求められ、フェルディナント・ボルが彼の等身大の肖像を描くことになった。本作のデ・ロイテルは4分の3正面向きで、金のボタンと金糸でできた厚手のベルトのある礼服を身に着け、提督の指揮棒を持っている。首には、フランス王ルイ14世から贈られた聖ミカエル騎士団の鎖を巻いている。右腕は、名高いブラエウ (Blaeu) 会社製の地球儀の上に置かれている。背景にはウィレム・ファン・デ・フェルデ (子) の手になる海景図があり、そこにはロイテルの旗艦デ・ゼーヴェン・プロヴィンシェン (戦列艦) が描き込まれている。
ボルが描いた6点のヴァージョンはそれぞれ、オランダ共和国の6つの海軍事務所に掛けられた。そのうちの1点は現存せず、現在、アムステルダム国立美術館に所蔵されている本作は元来、1667年にロイテル本人からミデルブルフのゼーラント海軍事務所に贈られたものである。現在、マウリッツハイス美術館とウェストフリース美術館にあるヴァージョンは本来、それぞれオランダ海軍局とノールデルワルティエル海軍事務所に掛けられていた。ほかの2点は、ロンドンの国立海事博物館とコペンハーゲンのデンマーク国立博物館に所蔵されている。
本作は、フリシンゲンの護送免許局 (税務局にほぼ等しい) に所蔵されていたことが記録されている。1795年に、ゼーラントの評議会がアムステルダム国立美術館の前身であるコニンクレイク ( Koninklijk) 美術館に寄贈した。後に、作品は一時的にスヘープファールト美術館に貸与された。

## 展示歴
- De stadhouder-koning en zijn tijd 1650-1950, Rijksmuseum, Amsterdam, 18 March-29 May 1950, cat.nr. 126.